# Nöttjärnen (Älvdalens socken, Dalarna)
Nöttjärnen är en sjö i Älvdalens kommun i Dalarna och ingår i Dalälvens huvudavrinningsområde.